# Бертини, Джузеппе
Джузеппе Бертини (итал. Giuseppe Bertini; 11 декабря 1825, Милан, Ломбардо-Венецианское королевство — 24 ноября 1898, Милан, Королевство Италия) — итальянский художник по витражу, живописец романтического направления, историк искусства, профессор и директор Академии Брера в Милане. Первый руководитель Музея Польди-Пеццоли.
Джузеппе Бертини, заменивший директора миланской Академии Брера Франческо Айеца, познакомил известного художника Карло Бацци с искусством росписи витражей и вместе с ним создал много произведений, включая витражи на фасаде Миланского собора и витражи в Музее Польди-Пеццоли. Позднее, Карло Бацци открыл мастерскую художественного стекла в Милане, где также сотрудничал с Джузеппе Бертини.

## Жизнь и творчество
Джузеппе Бертини был сыном Джованни Баттиста Бертини (1799—1849), мастера-стеклодува, художника-витражиста и реставратора, который известен тем, что возродил роспись по стеклу и создал большое центральное окно на фасаде «Дуомо» (Миланского собора), создавал и реставрировал другие витражи в соборах разных городов Италии, в том числе в базилике Сан-Франческо в Ассизи, в церкви Сан-Алессандро в Милане и в баптистерии Пизы.
В 1829 году Бертини Старший вместе с Луиджи Брента основал компанию «Bertini, Brenta & C.» по производству стекла для реставрации старинных витражей. Когда компания была распущена из-за ухода Брента, она сменила название на «Братья Бертини», в которую вошли сыновья Бертини Старшего Джузеппе и Помпео. Компания получала важные заказы, в том числе на создание витражей для Миланского собора: шесть больших окон деамбулатория, в двух рукавах трансепта и в центре главного фасада.
Бертини Младший в возрасте тринадцати лет поступил в Академию Брера в Милане, принимая, одновременно, активное участие в работах отца. Он участвовал в создании витража, который изображает Сан-Витторе верхом (Святого-первомученика Виктора) в базилике Варезе и на витраже фасада Дуомо в Милане.
Джузеппе Бертини учился живописи у Луиджи Сабателли и Джузеппе Бизи (мужа художницы Эрнесты Леньани Бизи). В 1845 году он выиграл Гран При Академии Брера за картину «Встреча Данте Алигьери с монахом Иларио».
Будучи очарованным античным искусством и искусством эпохи Возрождения, Бертини несколько раз посещал Венецию, Флоренцию и Рим. Благодаря познаниям в истории искусства, он стал художественным советником своего друга Джан Джакомо Польди-Пеццоли. В дальнейшем Пеццоли завещал ему должность первого директора Музея Польди-Пеццоли, основанного в Милане самим Джан Джакомо в его семейном дворце в 1881 году. Витражи, которые Бертини создал для дворца Пеццоли в 1851 году, всё ещё можно видеть в интерьере здания.
В Академии Брера на его творчество повлиял романтик Франческо Айец, в результате Бертини стал придерживаться реализма точнее академизма, в жанре исторической живописи, даже на актуальные сюжеты, известным примером является его картина, изображающая триумфальное вступление Виктора Эммануила II и Наполеона III в Милан после битвы при Мадженте в 1859 году. Бертини написал фрески в сводчатой комнате дворца Пуричелли Гуэрры, изобразив великих людей Средневековья на фоне готической архитектуры. Среди его произведений — фресковое убранство греко-православной церкви в Триесте. В 1862 году он расписал занавес театра Ла Скала совместно с Раффаэле Каснеди.
Бертини считался самым современным и влиятельным представителем миланской художественной среды. Он был искусным портретистом, живописцем бытовых сцен, пейзажей и архитектурных перспектив.
В период между 1848 и 1860 годами Джузеппе Бертини преподавал в Академии Брера. После реорганизации этого учреждения в 1860 году он был назначен постоянным руководителем одной из двух школ живописи. Франческо Айец возглавил другую.
В 1882 году после смерти Франческо Айеца Джузеппе Бертини занял должность директора Академии Брера в Милане, где за сорок лет преподавания живописи у него учились многие художники, среди них были: Джузеппе Барбалья, Чезаре Бертолотти, Эмилио Кавенаги, Джованни Сегантини, Франческо Филиппини, Андреа Фоссати, Пьетро Михис и Лодовико Польяги, Транквилло Кремона, Даниэле Ранцони, Анджело Морбелли, Людовико Польяги, Чезаре Таллоне, Антонио Барзаги Каттанео и многие другие.
Джузеппе Бертини похоронен в Варезе на монументальном кладбище Джубиано. Его брат Помпео (10 июня 1829 — 2 мая 1899 года) также пошёл по стопам отца, став признанным художником-витражистом. Сын Помпео — Гвидо Бертини (1872—1938), был живописцем, поэтом, комедиографом. Он родился в Милане, но жил в Лувинате, в провинции Варезе. Этот город сохранил много его картин.

## Галерея
- Встреча Данте с фра Иларио (Данте Алигьери в монастыре монахов-августинцев встречает брата Иларио, которому передает часть текста «Божественной комедии). 1844—1845. Холст, масло. Академия Брера, Милан
- Галилео Галилей демонстрирует использование телескопа дожу Венеции. 1858. Фреска Зала Бертини на Вилле Андреа Понти, Варезе
- Дж. Б. Бертини, Дж. Бертини. Витражи деамбулатория апсиды Миланского собора. 1833—1862
- Витражное окно апсиды Миланского собора
- Святой Карл Борромей. Витраж фасада Миланского собора
- Триумф Данте Алигьери. Витраж в музее Польди-Пеццоли. 1851
- Витраж Баптистерия в Пизе